# Asaphocrita aphidiella
Asaphocrita aphidiella là một loài bướm đêm thuộc họ Blastobasidae. Loài này có ở Bắc Mỹ, bao gồm British Columbia, Washington, California, Manitoba, Ontario, Quebec, Maine, New Hampshire và Ohio.
Sải cánh của loài này dài khoảng 15 mm.